# 大学校预科班

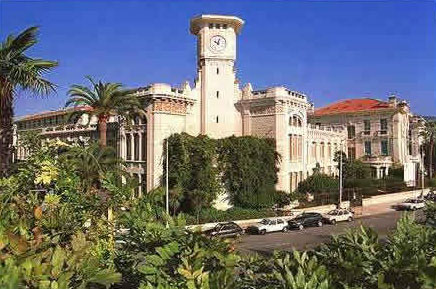
法国尼斯马塞纳高中

大学校预科班（法語：Classe préparatoire aux grandes écoles，縮寫 CPGE，簡稱 classes prépas 或 prépas），是法國教育體系特有的機制。法国高中毕业的学生在经过两年比高中更辛苦的学习后需要通过淘汰率很高的入学考试后进入四种提供等同硕士文凭（bac+5）的大学校：高等师范学院（École normale supérieure）、工程师学校（École d'Ingérieur）、商校（École de commerce）、国立兽医学校（École Nationale Vétérinaire）。相较于直接通过Parcoursup录取的大学（universités）而言，大学校通常被视为精英教育。著名的巴黎高等师范学院、巴黎综合理工、巴黎中央理工、巴黎高等商業研究學院等即为大学校。

## 录取

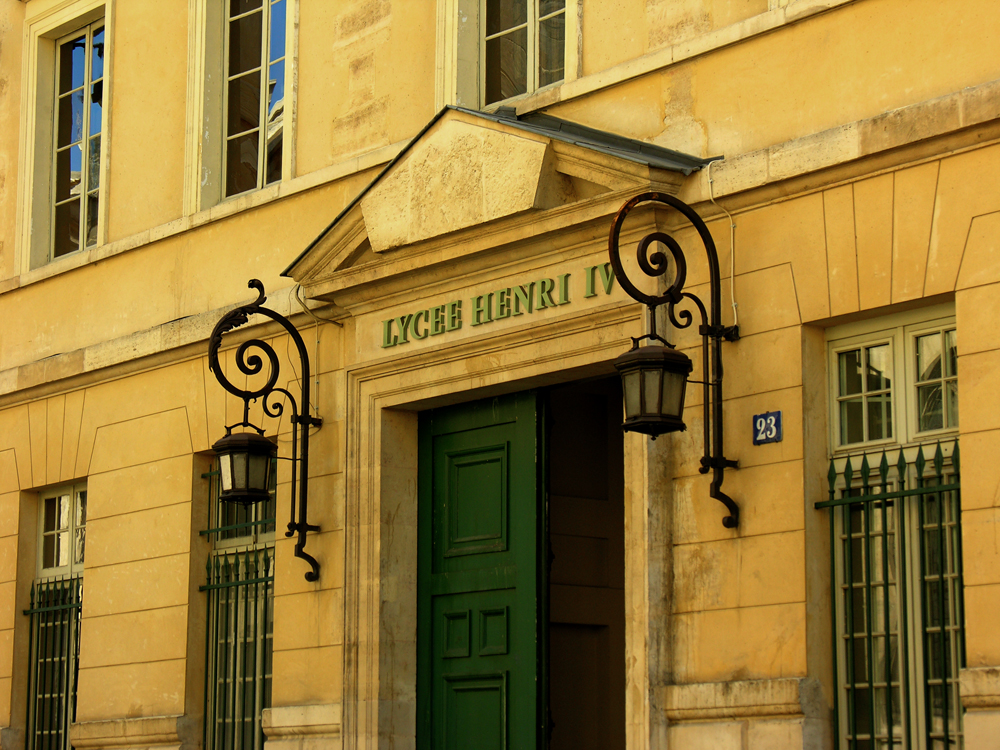
亨利四世中学，一所提供预科班教育的公立高中

因历史原因，大学校预科班虽属于高等教育（即需要持持有高中会考毕业证书（Bac）才可进入学习的教育机构），但是被设置于高中内部。拿破仑将大学校预科班定位为高中第四到第六年级。即便是只提供预科班而不提供高一到高三教育的私立学校也被称为高中。
预科班的录取需要高三学生在Parcoursup平台注册，根据高中二、三年级成绩以及教师评语决定录取。因法国高等教育机构录取通常在4至5月，而多数高考成绩在7月才能得知，因此高三部分的高考成绩对于应届生而言不属于录取标准之一。
每年平均500,000高考生中，约只有35,000会被预科班录取学习。 在一些较为出名的学校如亨利四世中学，平均40人的班级是从1,500份申请中选出的。

## 理科CPGE

最初拿破仑设立预科班是为了为选拔军事人才，因此理科是最早存在的预科班。
理科预科班分为以下几科：
- MPSI（Mathématiques, Physiques, Sciences de l'Ingénieur；数学、物理、工程师科学），第二年MPSI学生可以选择 MP（数学、物理）或者PSI（物理、工程师科学）
- PCSI（Physique, chimie, sciences de l'ingénieur；物理、化学、工程师科学），第二年可以选择 PC（物理、化学）或者 PSI
- PTSI（Physiques, technologie, sciences de l'ingénieur；物理、技術、工程师科学），第二年可以选择PT（物理、技術）或 PSI
- TPC1（Technologie, physique et chimie；技術、物理、化學），第二年續修TPC2
- TSI1（Physiques, Technologie, sciences industrielles；物理、技術、科學工業），第二年續修TST2
- BCPST1（Biologie, Chimie, Physique, sciences de la terre；生物、化学、物理、地质学），第二年續修BCPST2